# リメッラ
リメッラ（伊: Rimella）は、イタリア共和国ピエモンテ州ヴェルチェッリ県にある、人口約100人の基礎自治体（コムーネ）。

## 地理

### 位置・広がり
| 隣接するコムーネは以下の通り。括弧内のVBはヴェルバーノ・クジオ・オッソラ県所属を示す。 - バンニオ・アンツィーノ (VB) - カラスカ＝カスティリオーネ (VB) - クラヴァリアーナ - フォベッロ - ヴァルストローナ (VB) |

## 行政

### 分離集落
リメッラには、以下の分離集落（フラツィオーネ）がある。
- Chiesa (zar Chiljchu), Grondo (Grund), Pianello (en d Aggu), Prati (en Matte), Riva (Rivu), Roncaccio Inferiore (en du Nidru), Roncaccio Superiore (en dun Obru), San Gottardo (Rund), Sant'Anna (Tossu), Sant'Antonio (zum Gràziànu), Sella (d Ŝchàttàl), Villa Inferiore (Nìder Dörf), Villa Superiore (Ober Dörf)